# Ernest Haller
Ernest Haller (Los Angeles, 31 maggio 1896 – Marina del Rey, 21 ottobre 1970) è stato un direttore della fotografia statunitense.
Vincitore dell'Oscar alla migliore fotografia nel 1940 insieme a Ray Rennahan per Via col vento, fu candidato altre sei volte al Premio Oscar.

## Premi e riconoscimenti
- Candidato all'Oscar alla migliore fotografia 1939 per il film Figlia del vento (Jezebel)
- Oscar alla migliore fotografia 1940 insieme a Ray Rennahan per il film Via col vento (Gone with the Wind)
- Candidato all'Oscar alla migliore fotografia 1941 per il film Paradiso proibito (All This, and Heaven Too)
- Candidato all'Oscar alla migliore fotografia 1946 per il film Il romanzo di Mildred (Mildred Pierce)
- Candidato all'Oscar alla migliore fotografia 1951 per il film La leggenda dell'arciere di fuoco (The Flame and the Arrow)
- Candidato all'Oscar alla migliore fotografia 1963 per il film Che fine ha fatto Baby Jane? (What Ever Happened to Baby Jane?)
- Candidato all'Oscar alla migliore fotografia 1964 per il film I gigli del campo (Lilies of the Field)

## Filmografia

### 1918
- Flare-Up Sal, regia di Roy William Neill - assistente alla macchina (1918)

### 1920
- Mothers of Men, regia di Edward José (1920)
- Why Women Sin, regia di Burton L. King (1920)
- The Inner Voice, regia di Roy William Neill (1920)
- Yes or No, regia di Roy William Neill (1920)
- The Common Sin, regia di Burton L. King (1920)
- For Love or Money, regia di Burton L. King (1920)
- Trumpet Island, regia di Tom Terriss (1920)
- Dead Men Tell No Tales, regia di Tom Terriss (1920)
- The Discarded Woman, regia di Burton L. King (1920)

### 1921
- Quella che vi ama (The Gilded Lily), regia di Robert Z. Leonard (1921)
- Salvation Nell, regia di Kenneth S. Webb (1921)
- Such a Little Queen, regia di George Fawcett (1921)
- Wife Against Wife, regia di Whitman Bennett (1921)
- Il trionfo del lavoro (The Iron Trail), regia di Roy William Neill (1921)

### 1922
- Crepuscolo d'amore (Outcast), regia di Chester Withey (1922)

### 1923
- The Ne'er-Do-Well, regia di Alfred E. Green (1923)
- Homeward Bound, regia di Ralph Ince (1923)
- Woman-Proof, regia di Alfred E. Green (1923)

### 1924
- Pied Piper Malone, regia di Alfred E. Green - come Ernest Hallor (1924)
- Rough Ridin', regia di Richard Thorpe (1924)
- Empty Hearts, regia di Alfred Santell (1924)

### 1925
- 3 Keys, regia di Edward J. Le Saint (1925)
- Any Woman, regia di Henry King (1925)
- Parisian Nights, regia di Al Santell (1925)
- High and Handsome, regia di Harry Garson (1925)
- La casa degli eroi (The New Commandment), regia di Howard Higgin (1925)

### 1926
- The Reckless Lady, regia di Howard Higgin (1926)
- The Dancer of Paris, regia di Alfred Santell (1926)
- The Wilderness Woman, regia di Howard Higgin (1926)
- Stacked Cards, regia di Robert Eddy (1926)
- The Great Deception, regia di Howard Higgin (1926)
- Prince of Tempters, regia di Lothar Mendes (1926)

### 1927
- Convoy, regia di Joseph C. Boyle e, non accreditato, Lothar Mendes (1927)
- Broadway Nights, regia di Joseph C. Boyle (1927)
- Dance Magic, regia di Victor Halperin (1927)
- Per l'amore di Mike (For the Love of Mike), regia di Frank Capra (1927)
- Moglie senza chich (French Dressing), regia di Allan Dwan (1927)

### 1928
- The Whip Woman, regia di Joseph C. Boyle (1928)
- Mad Hour, regia di Joseph C. Boyle (1928)
- Harold Teen, regia di Mervyn LeRoy (1928)
- Wheel of Chance, regia di Alfred Santell (1928)
- Out of the Ruins, regia di John Francis Dillon (1928)
- Monella bionda (Naughty Baby), regia di Mervyn LeRoy (1928)

### 1929
- Il fiume stanco (Weary River), regia di Frank Lloyd (1929)
- House of Horror, regia di Benjamin Christensen (1929)
- The Girl in the Glass Cage, regia di Ralph Dawson (1929)
- Il principe amante (Drag), regia di Frank Lloyd (1929)
- I contrabbandieri di New York (Dark Streets), regia di Frank Lloyd (1929)
- Amoroso convegno (Young Nowheres), regia di Frank Lloyd (1929)
- La fiamma occulta (Weddings Rings) regia di William Beaudine (1929)

### 1930
- Sam Lee principe cinese (Son of the Gods), regia di (non accreditato) Frank Lloyd (1930)
- La donna e la femmina (A Notorious Affair), regia di Lloyd Bacon (1930)
- La squadriglia dell'aurora (The Dawn Patrol), regia di Howard Hawks (1930)
- One Night at Susie's, regia di John Francis Dillon (1930)
- Sunny, regia di William A. Seiter (1930)
- Los que danzan, regia di Alfredo del Diestro, William C. McGann (1930)
- La sferzata (The Lash), regia di (non accreditato) Frank Lloyd (1930)

### 1931
- Millie, regia di John Francis Dillon (1931)
- Dieci soldi a danza (Ten Cents a Dance), regia di Lionel Barrymore (1931)
- The Finger Points, regia di John Francis Dillon (1931)
- La beffa dell'amore (Chances), regia di Allan Dwan (1931)
- I Like Your Nerve, regia di William C. McGann (1931)
- 24 Hours, regia di Marion Gering (1931)
- L'artiglio rosa (Honor of the Family), regia di Lloyd Bacon (1931)
- Ragazze per la città (Girls About Town), regia di George Cukor (1931)
- La bionda e l'avventuriero (Blonde Crazy), regia di Roy Del Ruth (1931)
- Compromised

### 1932
- L'avventuriera di Montecarlo (The Woman from Monte Carlo), regia di Michael Curtiz (1932)
- The Rich Are Always with Us, regia di Alfred E. Green (1932)
- Street of Women, regia di Archie Mayo (1932)
- The Crash, regia di William Dieterle (1932)
- Night After Night, regia di Archie Mayo (1932)
- Scarlet Dawn, regia di William Dieterle (1932)

### 1933
- La casa della 56ª strada (The House on 56th Street), regia di Robert Florey (1933)
- International House, regia di Edward Sutherland (A. Edward Sutherland) (1933)

### 1935
- Il figlio conteso (Age of Indiscretion), regia di Edward Ludwig (1935)
- Paura d'amare (Dangerous), regia di Alfred E. Green (1935)
- La modella mascherata (Escapade), regia di Robert Z. Leonard (1935)

### 1936
- Capitan Blood (Captain Blood), regia di Michael Curtiz (1936)

### 1937
- Vivo per il mio amore (That Certain Woman), regia di Edmund Goulding (1937)

### 1938
- Figlia del vento (Jezebel), regia di William Wyler (1938)
- Quattro figlie (Four Daughters), regia di Michael Curtiz (1938)

### 1939
- Via col vento (Gone with the Wind), regia di Victor Fleming (1939)
- Tramonto (Dark Victory), regia di Edmund Goulding (1939)
- I ruggenti anni Venti (The Roaring Twenties), regia di Raoul Walsh (1939)

### 1940
- Paradiso proibito (All This, and Heaven Too), regia di Anatole Litvak (1940)

### 1941
- Fulminati (Manpower), regia di Raoul Walsh (1941)
- Sposa contro assegno (The Bride Came C.O.D.), regia di William Keighley (1941)

### 1942
- In questa nostra vita (In This Our Life), regia di John Huston (1942)

### 1943
- Sua Altezza è innamorata (Princess O'Rourke), regia di Norman Krasna (1943)

### 1944
- La signora Skeffington (Mr. Skeffington), regia di Vincent Sherman (1944)

### 1945
- Il romanzo di Mildred (Mildred Pierce), regia di Michael Curtiz (1945)
- Saratoga (Saratoga Trunk), regia di Sam Wood (1945)

### 1946
- Appassionatamente (Devotion), regia di Curtis Bernhardt (1946)

### 1947
- Le donne erano sole (Unfaithful), regia di Vincent Sherman (1947)

### 1948
- My Girl Tisa, regia di Elliott Nugent (1948)

### 1950
- Assalto al cielo (Chain Lightning), regia di Stuart Heisler (1950)

### 1951
- Vecchia America (On Moonlight Bay), regia di Roy Del Ruth (1951)
- Pictura, regia di Ewald André Dupont, Luciano Emmer, Robert Hessens, Enrico Gras, Alain Resnais, Marc Sorkin, Lauro Venturi (1951)

### 1955
- Gioventù bruciata (Rebel Without a Cause), regia di Nicholas Ray (1955)

### 1956
- Colpo proibito (The Come On), regia di Russell Birdwell (1956)

### 1958
- Il piccolo campo (God's Little Acre), regia di Anthony Mann (1958)
- Dove la terra scotta (Man of the West), regia di Anthony Mann (1958)

### 1959
- Vento di tempesta (The Miracle), regia di Irving Rapper (1959)
- La terza voce
- The Boy and the Pirates
- Cella della morte
- Three Blondes in His Life
- Area B2: attacco!
- Fear No More
- La scuola dell'odio (Pressure Point), regia di Hubert Cornfield (1962)
- Che fine ha fatto Baby Jane? (What Ever Happened to Baby Jane?), regia di Robert Aldrich (1962)
- Married Too Young
- I gigli del campo (Lilies of the Field), regia di Ralph Nelson (1963)
- Chi giace nella mia bara? (Dead Ringer)
- Mr. Kingston
- The Restless Ones